# Inishtrahull
Inishtrahull (iriska: Inis Trá Tholl) är en ö i republiken Irland.   Den ligger i grevskapet County Donegal och provinsen Ulster, i den norra delen av landet, 240 km norr om huvudstaden Dublin. Arean är 0,34 kvadratkilometer.
Terrängen på Inishtrahull är platt. Öns högsta punkt är 35 meter över havet. Den sträcker sig 0,7 kilometer i nord-sydlig riktning, och 1,6 kilometer i öst-västlig riktning.